# Eucrotala
Eucrotala är ett släkte av fjärilar. Eucrotala ingår i familjen äkta malar.
Kladogram enligt Catalogue of Life:
| Eucrotala | \| \| Eucrotala nucleata \| \| \| \| \| \| Eucrotala tetracola \| \| \| \| |
|           | \| \| Eucrotala nucleata \| \| \| \| \| \| Eucrotala tetracola \| \| \| \| |
|           | Eucrotala nucleata                                                         |
|           |                                                                            |
|           | Eucrotala tetracola                                                        |
|           |                                                                            |